# 日本人の勲章
『日本人の勲章』（にほんじんのくんしょう 原題：Bad Day at Black Rock）は、1955年のアメリカ合衆国の映画。ジョン・スタージェス監督、スペンサー・トレイシー主演。
この作品でトレイシーは第8回カンヌ国際映画祭男優賞を受賞した。なお、邦題に「日本人」とあるが劇中に日本人は登場しない。

## あらすじ
第二次世界大戦終結直後の1945年末、アメリカ西部の小さな町ブラック・ロックの駅に特急列車が停車、左腕のない1人の男が下車する。
その男、ジョン・マクリーディはこの町に住む日本人の男性を尋ねて来たのだ。しかし、ホテルの支配人ピートの妹リズからジープを借りて日本人男性の住んでいた場所へ行って見ると、彼の住んでいた家は焼き払われてなくなっていた。さらに、何者かによる妨害が次々と彼の身に襲いかかる。
マクリーディは日本人男性の身に一体何があったのかをピートから聞き出した。それによると、真珠湾攻撃の翌日、村を牛耳るボスのスミスは軍に志願したが不合格となり、その腹いせに村人をそそのかして日本人男性の家に火を放ち、彼をなぶり殺しにしていたのだ。
マクリーディは日本人男性に会いに来た理由をピートと葬儀屋のドクに打ち明ける。日本人男性の息子は戦時中、二世部隊に入隊し、イタリア戦線で戦死したが、それと引き換えにマクリーディの命を助けた事で勲章を死後授与された。マクリーディはその勲章を男性に届けに来たのだった。
この話を聞き感銘を受けたピートはリズにマクリーディを逃がすように頼むが、スミスの情婦であるリズは彼に内通し、マクリーディを罠にはめてスミスに殺させようとする。
スミスは非情にもリズを射殺し、マクリーディをも狙うが、反撃に遭って死んだ。翌日、ブラック・ロックの駅にまた特急列車が止まった。それに乗り込もうとするマクリーディに、ドクは自分たちの良心の灯とするために勲章を渡してほしいと頼む。 マクリーディはドクに勲章を渡して特急列車に乗り込んだ。

## キャスト
| 役名                 | 俳優                     | 日本語吹き替え | 日本語吹き替え |
| 役名                 | 俳優                     | 東京12ch版     | 日本テレビ版   |
| -------------------- | ------------------------ | -------------- | -------------- |
| ジョン・マクリーディ | スペンサー・トレイシー   | 久米明         | 森山周一郎     |
| レノ・スミス         | ロバート・ライアン       | 大塚周夫       |                |
| リズ                 | アン・フランシス         | 増山江威子     |                |
| ティム               | ディーン・ジャガー       | 吉沢久嘉       |                |
| ドク                 | ウォルター・ブレナン     | 千葉順二       |                |
| ピート               | ジョン・エリクソン       | 中田浩二       |                |
| コーリー             | アーネスト・ボーグナイン | 渡部猛         |                |
| ヘクター             | リー・マーヴィン         | 小林清志       | 小林清志       |
| ヘイスティングス     | ラッセル・コリンズ       | 田村錦人       |                |
| サム                 | ウォルター・サンデ       |                |                |
| 車掌                 | ロバート・グリフィン     | 兼本新吾       |                |

- 東京12ch版：初回放送1969年5月1日『木曜洋画劇場』